# Karl Schwartz (Historiker)
Karl Schwartz (* 30. August 1809 in Düsseldorf; † 3. Juli 1885 in Wiesbaden) war ein deutscher Gymnasialdirektor und Historiker.

## Leben
Karl Schwartz wurde in Düsseldorf als Sohn eines Finanzbeamten geboren. Er war Katholik. Nach der Gymnasialzeit in Bonn und Köln studierte er von 1827 an vier Jahre lang Philologie und Geschichte an der Rheinischen Friedrich-Wilhelms-Universität Bonn und der Akademie Münster. Sein Probejahr als Gymnasiallehrer absolvierte Schwartz 1831 ebenfalls in Münster. Im folgenden Jahr erhielt es am Progymnasium Warburg seine erste feste Stelle, wechselte aber bereits 1835 an das Progymnasium Rietberg, wo er bis 1837 blieb. Daraufhin erhielt er eine Hauptlehrerstelle am Gymnasium Fulda. Dort übernahm er 1846 die Stellvertretung des Direktors Ernst Friedrich Johann Dronke und Anfang 1850 dessen Nachfolge. In dieser Zeit wirkte Schwartz an mehreren Kommissionen zur kurhessischen Schulpolitik mit. Im Verein für hessische Geschichte und Landeskunde übernahm er Funktionen in Ausschüssen und als Vortragsredner. In Fulda gründete er zudem eine Familie.
Im Februar 1858 übernahm Schwartz die Leitung des Gymnasiums in der nassauischen Stadt Hadamar. Im Herbst 1862 wechselte er als Leiter an das Gymnasium Wiesbaden. Kurz darauf übernahm er zusätzlich das Referat für die höheren Schulen in der nassauischen Regierung. In Wiesbaden wurde Schwartz auch im Verein für Nassauische Altertumskunde und Geschichtsforschung aktiv, den er von November 1867 bis 1872 leitete. Nach der Niederlage Nassaus im Deutschen Krieg begleitete er die Überführung dieser Schulen in die Hoheit der Annexionsmacht Preußen. Im Herbst 1874 entsprach die preußische Regierung der Bitte Schwartz’ um die Versetzung in den Ruhestand.
Im Ruhestand blieb Schwartz als Historiker tätig und lebte weiter in Wiesbaden. Seine Frau starb ein halbes Jahr vor ihm.

## Werk
Neben Aufsätzen für die Programmschriften der von ihm geleiteten Gymnasien und Schriften für den Schulgebrauch verfasste Schwartz vor allem historische Biografien. Mehrere erschienen als Aufsätze in den Nassauischen Annalen, der Vereinsschrift des Vereins für Nassauische Altertumskunde und Geschichtsforschung, in der Allgemeinen Deutschen Biographie und in der Allgemeinen Encyclopädie der Wissenschaften und Künste. Als eigenständige Werke veröffentlichte er einen Band mit Briefen und Biografien aus dem Umfeld von Albertine von Grün sowie biografische Arbeiten über Carl von Clausewitz und Landgraf Friedrich V. von Hessen-Homburg.

## Ehrungen
1858 erhielt Schwartz die Ehrendoktorwürde der Philipps-Universität Marburg für seine Verdienste um das kurhessische Schulwesen und die deutsche Geschichtsforschung. Vom Militär- und Zivildienst-Orden Adolphs von Nassau erhielt er 1859 das Ordenskreuz IV. Klasse und 1864 das Ritterkreuz. 1862 ernannte ihn die Stadt Hadamar zum Ehrenbürger. 1874 wurde er zum Ausscheiden aus dem aktiven Dienst mit dem Roten Adlerorden III. Klasse ausgezeichnet.